# Kájov
Kájov – wieś i gmina w Czechach, w powiecie Český Krumlov, w kraju południowoczeskim. Według danych z dnia 1 stycznia 2013 liczyła 1 647 mieszkańców. Położona jest 4 km na południe od Českego Krumlova, u granic CHKO Blanský les.
Wieś jest jednym z najstarszych miejsc pielgrzymek maryjnych w Czechach. celem pielgrzymek jest Kościół Wniebowzięcia Najświętszej Marii Panny z kaplicą Matki Boskiej Śmierci. Wraz z plebanią i hospicjum w 1995 roku został uznany za zabytek narodowy.